# Francesco Filippini
Francesco Filippini (Bréscia, 1853 — Milão, 1895) foi um pintor italiano ativo em Paris. Filippini foi o fundador do impressionismo Italiano. Suas obras se distinguem pela representação da percepção imediata dos sujeitos, particularmente no que diz respeito à pintura de paisagem e pintura en plein air.

## Estilo pictórico
Francesco Filippini fomentou o "método impressionista", sendo considerado o verdadeiro fundador do impressionismo italiano, que já havia resumido nas obras de seus amigos parisienses Claude Monet e Édouart Manet. Para entender a carga revolucionária da figura de Fillipini, no entanto, é necessário descartá-lo com precisão do ambiente histórico e artístico italiano da segunda metade do século XIX, superando o estereotipado e repetitivo "art pompier" do classicismo francês exagerado. Ele proporciona nova vitalidade à arte italiana e europeia, parando para descrever os personagens meticulosamente, para poder se concentrar em detalhes de cada minuto, com o resultado de uma imagem tão polida, para parecer quase "lacada" no sinal de uma representação do mundo mais autêntico e vigoroso.

## Museus
- Pinacoteca de Brera, Italia
- Galleria d'arte moderna (Milano), Italia
- Collezioni d'arte della Fondazione Cariplo, Italia
- Museo di Santa Giulia, Brescia, Italia
- Civici musei d'arte e storia, Brescia, Italia
- Pinacoteca Tosio Martinengo, Brescia, Italia
- MAG Museo Alto Garda

## Obras
- Vespero in Val Trompia (Musei civici d'arte e storia di Brescia), 1882
- La lettrice (Madame Bovary), 1881 (Collezione privata)
- La grande Marina (Galleria d'arte moderna di Milano)
- Studio di nudo
- Il maglio (Pinacoteca di Brera, premio Canonica), 1889
- La strigliatura della canapa (Pinacoteca di Brera), premio Mylius, 1890
- Il riposo della pastorella, 1889
- L'aratura e Vette appenniniche, 1894
- Impressione sulla laguna
- Giulia Ferretti Ferri (Brescia, Civici musei d'arte e storia), 1883
- Ai Piedi del Ghiacciaio, óleo sobre tela, cm. 95.5 x 55.5
- Fulvia che svela a Cicerone la congiura di Catilina
- Prime Nevi
- Nevicata
- Paesaggio, óleo sobre tela, cm 115 x 80, 1889
- Mattino di novembre a Ligurno
- Autunno in Valtravaglia
- Campagna mesta
- Una giornata d'estate, 1879
- Vae tyrannis (La morte di Caligola), 1879
- il Beato Angelico che dipinge ginocchioni le sue Madonne, 1880

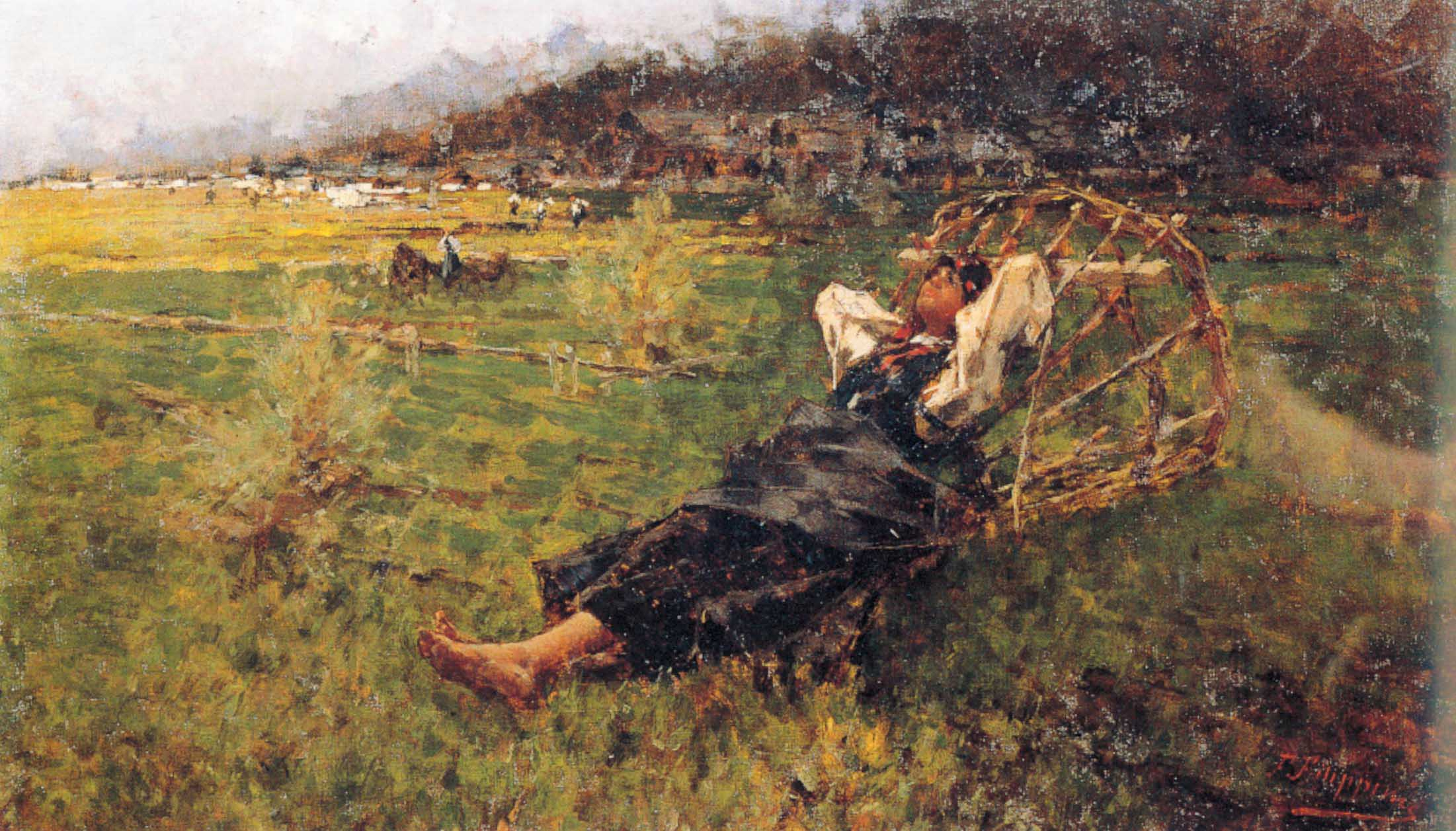
Contadinella a riposo, 1892-93
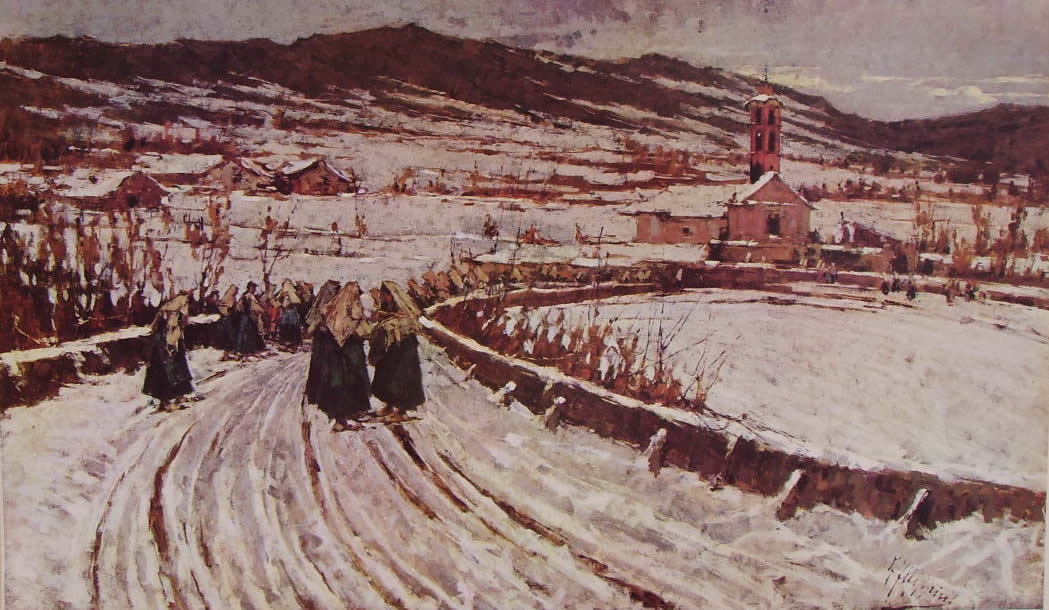
Vespero di novembre, 1891
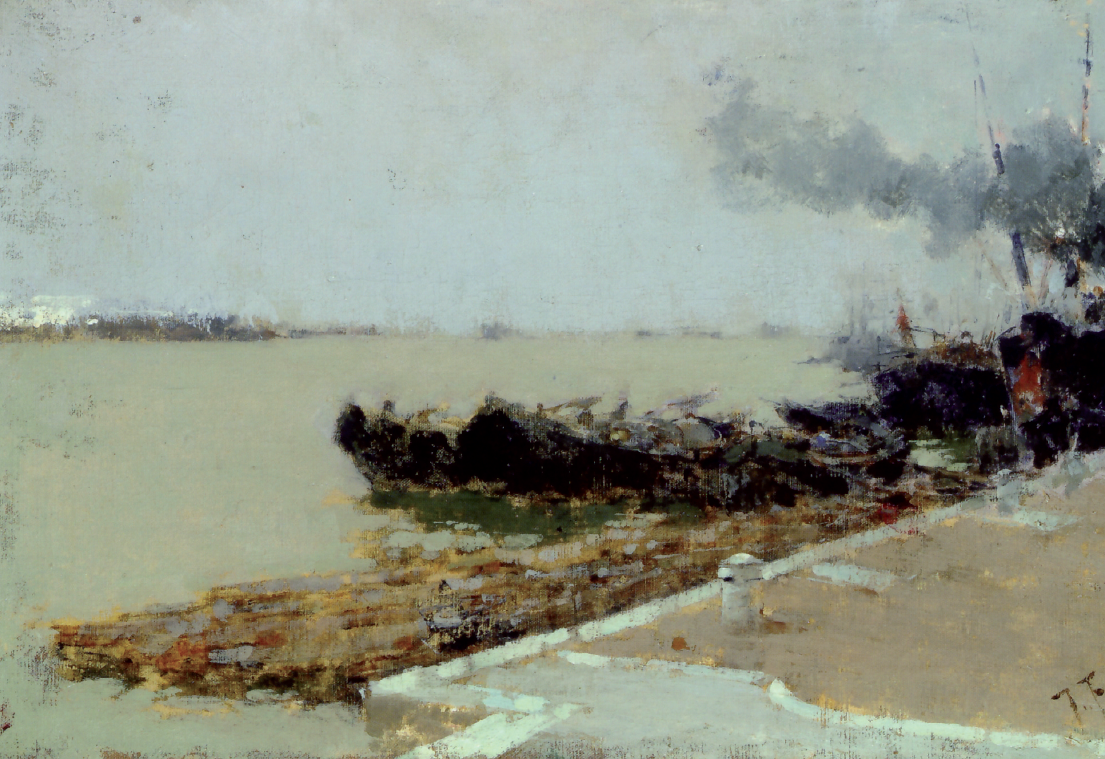
Laguna Veneta, circa 1892

## Assinatura
A assinatura do pintor no canto inferior direito funciona, em itálico, geralmente em vermelho e em relevo.